# Romodan
Romodan – osiedle typu miejskiego na Ukrainie, położone w rejonie mirhorodzkim, w obwodzie połtawskim.
Miejscowość leży na Nizinie Naddnieprzańskiej. Powstała w latach 80. XIX wieku jako osada przy budowie linii kolejowej Krzemieńczuk – Bachmacz (1881), a następnie magistrali Kijów – Połtawa (1888).
W 1983 liczyła 4,3 tys. mieszkańców.
W 2001 liczyła 3225 mieszkańców.
W 2013 liczyła 2907 mieszkańców.